# Cavendishia longirachis
Cavendishia longirachis är en ljungväxtart som beskrevs av J.L. Luteyn. Cavendishia longirachis ingår i släktet Cavendishia och familjen ljungväxter. Inga underarter finns listade i Catalogue of Life.